# Provincia di San Cristóbal
San Cristóbal è una delle 32 province della Repubblica Dominicana. Il suo capoluogo è San Cristóbal.

## Geografia antropica

### Suddivisioni amministrative
La provincia si suddivide in 8 comuni e 6 distretti municipali (distrito municipal - D.M.):
- Bajos de Haina
- San Cristóbal
- Cambita Garabitos
- Los Cacaos
- Sabana Grande de Palenque
- San Gregorio de Nigua
- Yaguate
- Villa Altagracia